# Tapeinochilos
Tapeinochilos là một chi thực vật có hoa trong họ Costaceae.

## Hình ảnh

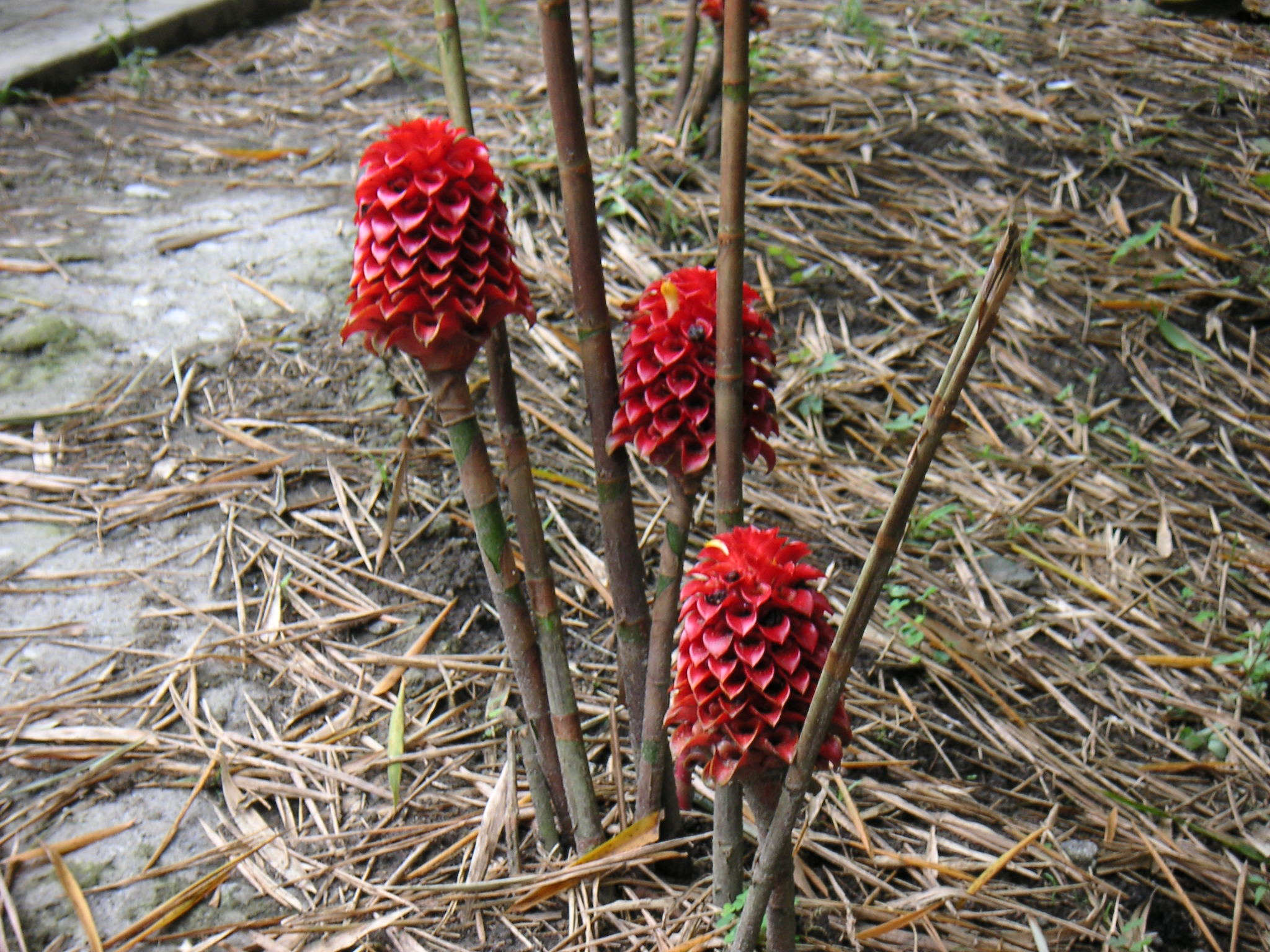
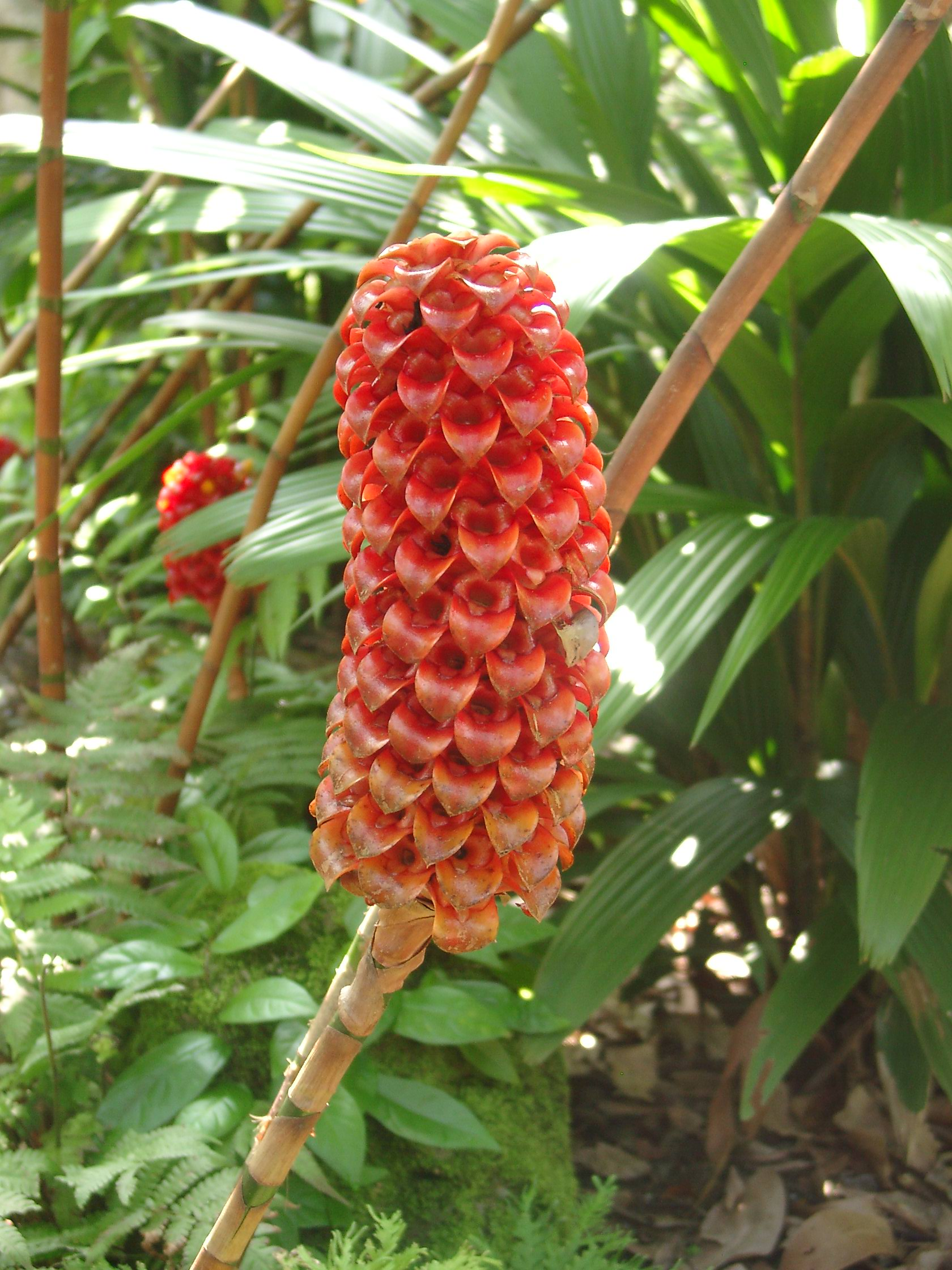
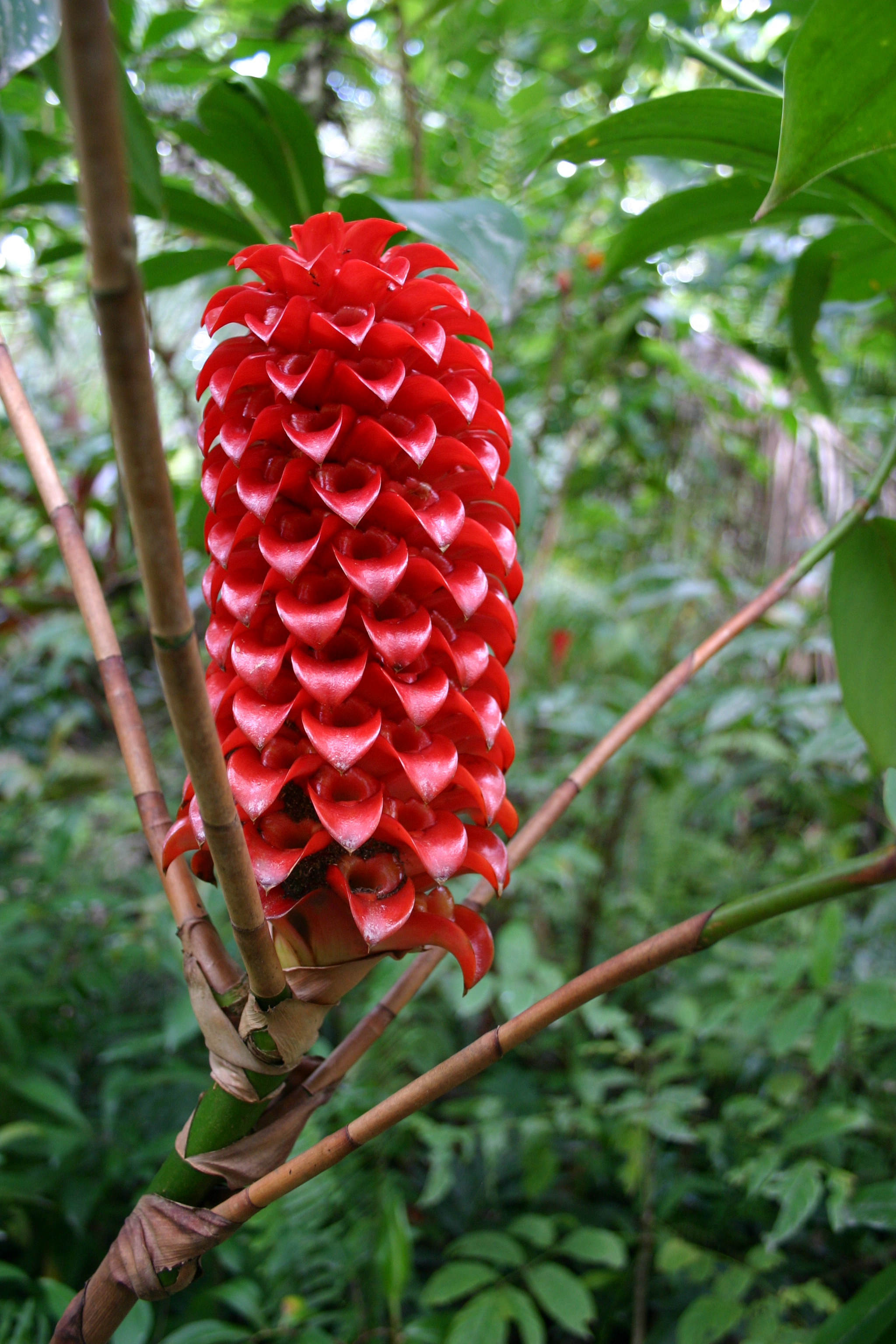